# Thyroproctus townsendi
Thyroproctus townsendi är en mångfotingart som beskrevs av Pocock 1894. Thyroproctus townsendi ingår i släktet Thyroproctus och familjen Rhinocricidae. Inga underarter finns listade i Catalogue of Life.